# Districte de Chorrillos
Chorrillos és un districte de la província de Lima al Perú i part de la ciutat de Lima. El seu nom ve de l'espanyol, "fil d'aigua". El districte es va fundar originalment com  San Pedro de los Chorrillos i era un centre turístic de luxe fins al final dels anys 1800, quan es va destruir gairebé completament durant la Guerra del Pacífic.
L'actual alcalde de Chorrilos és Augusto Miyashiro Yamashiro.

## Geografia
El districte té una superfície de 38,94 km². El seu centre administratiu està situat a 37 metres sobre el nivell del mar.

### Límits
- Cap al nord: Barranco i Santiago de Surco
- A l'est: Santiago de Surco
- Sud i oest: Oceà Pacífic

## Demografia
Chorillos Agua Dulce.JPG|miniatura|Vista de l'àrea costanera de Chorrillos]
Segons el cens del 2005, de l'INEI, el districte té 262.595 habitants, una densitat de població de 6.743,6 persones/km² i 60.353 cases.

## Atraccions
És famós per La Herradura, a la platja, els seus restaurants, especialment els de picanterías (especialitzats en plats picants). També hi gha un planetari, construït en l'històric Morro Solar. Des de Chorrillos, també es pot gaudir d'una panoràmica de la badia de Lima fins a la Punta l'illa de San Lorenzo al Callao.

## Història
L'àrea al voltant del Morro Solar era una ciutat precolombina coneguda com a Armatambo. A partir de la Conquesta espanyola del Perú, es va abandonar l'assentament (no en queda cap traça) i e va oblidar, mentre els nadius començaven a baixar a la costa. La ciutat resultant de San Pedro de los Chorrillos es va establir oficialment com el districte de Chorrillos el 2 de gener de 1857.
El territori del districte va ser l'escena d'episodis importants en la Guerra del Pacífic contra Xile (1879-1883). La batalla de Chorrillos va tenir lloc als camps de San Juan, aproximadament 7 milles fora de la ciutat el 13 de gener, de 1881; però després de la batalla, els soldats xilens van saquejar i calar foc a la ciutat de Chorrillos, violant les dones i matat molts civils, incloent-hi estrangers, nens i dones.